# Evelyn O’Neill
Evelyn O’Neill é um produtora de cinema estadunidense. Foi indicada ao Oscar de melhor filme na edição de 2018 pela realização da obra Lady Bird, ao lado de Scott Rudin e Eli Bush.